# 41.ª Divisão (Japão)
A 41ª Divisão foi uma divisão de infantaria do Império do Japão que serviu durante a Segunda Guerra Mundial. A divisão foi formada no dia 30 de junho de 1939 em Utsunomiya, sendo desmobilizada no mês de setembro de 1945 com o fim da guerra.

## Comandantes
| Comandante                  | Data                                         |
| --------------------------- | -------------------------------------------- |
| Lt. General Moritake Tanabe | 2 de outubro de 1939 - 1 de março de 1941    |
| Lt. General Kinori Shimizu  | 1 de março de 1941 - 1 de julho de 1942      |
| Lt. General Heisuke Abe     | 1 de julho de 1942 - 14 de junho de 1943     |
| Lt. General Goro Mano       | 14 de junho de 1943 - 30 de setembro de 1945 |

## Subordinação
- 1º Exército - 2 de outubro de 1939
- 8º Exército de Campo - novembro de 1942
- 18º Exército - dezembro de 1942

## Ordem da Batalha
- 41. Grupo de Infantaria
- 237. Regimento de Infantaria
- 238. Regimento de Infantaria
- 239. Regimento de Infantaria
- 41. Regimento de Reconhecimento
- 41. Regimento de Artilharia de Montanha
- 41. Regimento de Engenharia
- 41. Regimento de Transporte
- Unidade de comunicação